# サクラスミレ
サクラスミレ（桜菫、学名：Viola hirtipes）はスミレ科スミレ属の多年草。花は日本産スミレ属の中で一番大きい。

## 特徴
無茎の種。短い地下茎が横に伸びる。高さは8-15cmになる。葉は根生し、葉柄は花時に直立し、長さ2-5cmになり、1株に3-4個束生し、短い開出毛が生えるかときに無毛、上部には翼がある。葉身はやや平開し、長さ3-6cm、長卵形で、先端は鋭頭、基部は心形、縁には鈍鋸歯がある。表面は暗緑色、裏面はしばしば紫色をおびることがあり、裏面葉脈上に毛がある。花後、果期の葉は大型になり、長さは5-15cm、左右が耳状に張り出した狭三角形になる。
花期は4-5月。葉の間から長さ7-12cmの花柄を伸ばし、横向きに花をつける。花柄の途中には狭小な2個の小苞葉がある。花柄にはふつうまばらに毛が生えるか、または無毛。花は大型で、径約2.5cm、淡紅紫色をしている。花弁は広く、長さ15-20mm、縁は凹頭か円頭、側弁の基部に毛が生える。唇弁の距は長さ7-8mmになる細く長い円筒形で、毛はない。萼片は披針形で、先端はとがる。雄蕊は5個あり、花柱は太いカマキリの頭形になり、上部が左右に鋭角的に張り出す。染色体数は2n=24。

## 分布と生育環境
日本では、北海道、本州、四国、九州に分布し、山地の日当たりのよい草原に生育する。本州の中部地方以北の山地に多いが、西日本では高地に見られる。世界では、朝鮮半島、中国大陸（東北部）に分布する。

## 名前の由来
和名のサクラスミレは「桜菫」の意で、花の色が華美であり、花弁の先端がサクラの花弁のように切れ込むからという。
種小名（種形容語）hirtipes は、「多毛の茎の、短剛毛ある柄の」の意味。

## ギャラリー

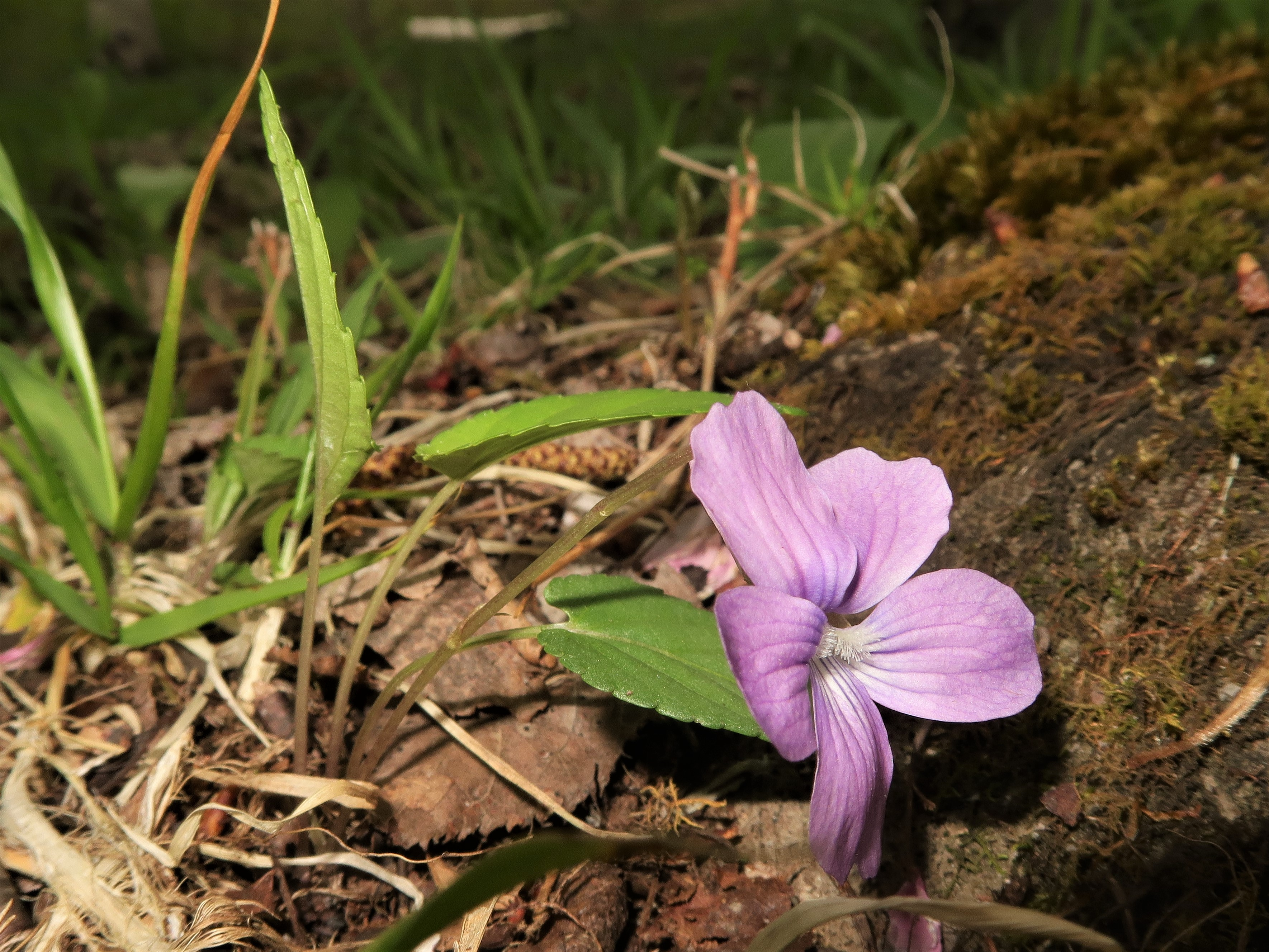
葉柄は花時にほとんど直立する。
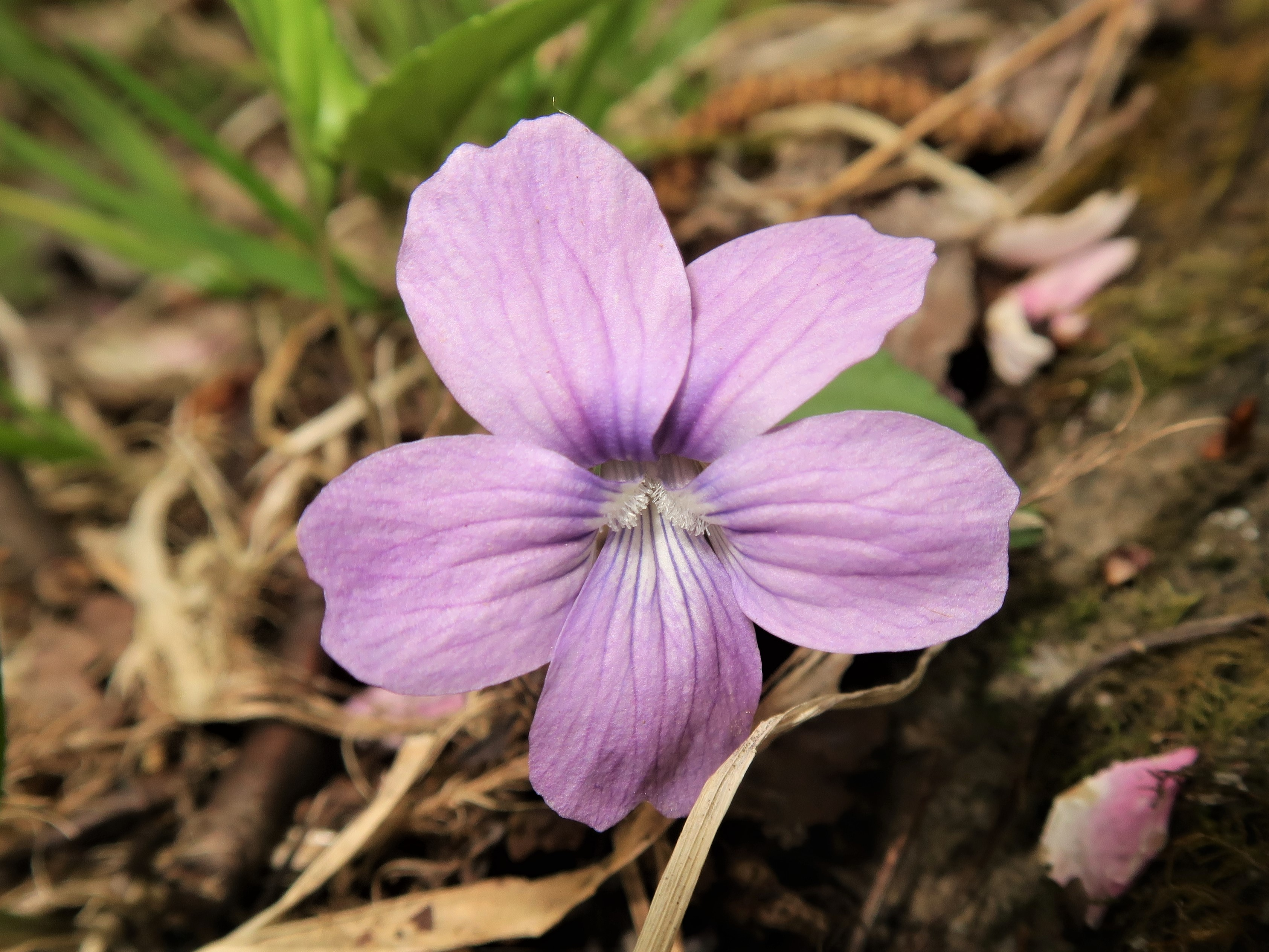
花は大型で、淡紅紫色、花弁の先端がサクラの花弁のように凹頭になる。側弁の基部は有毛。雄蕊が見えない咲き方をする。
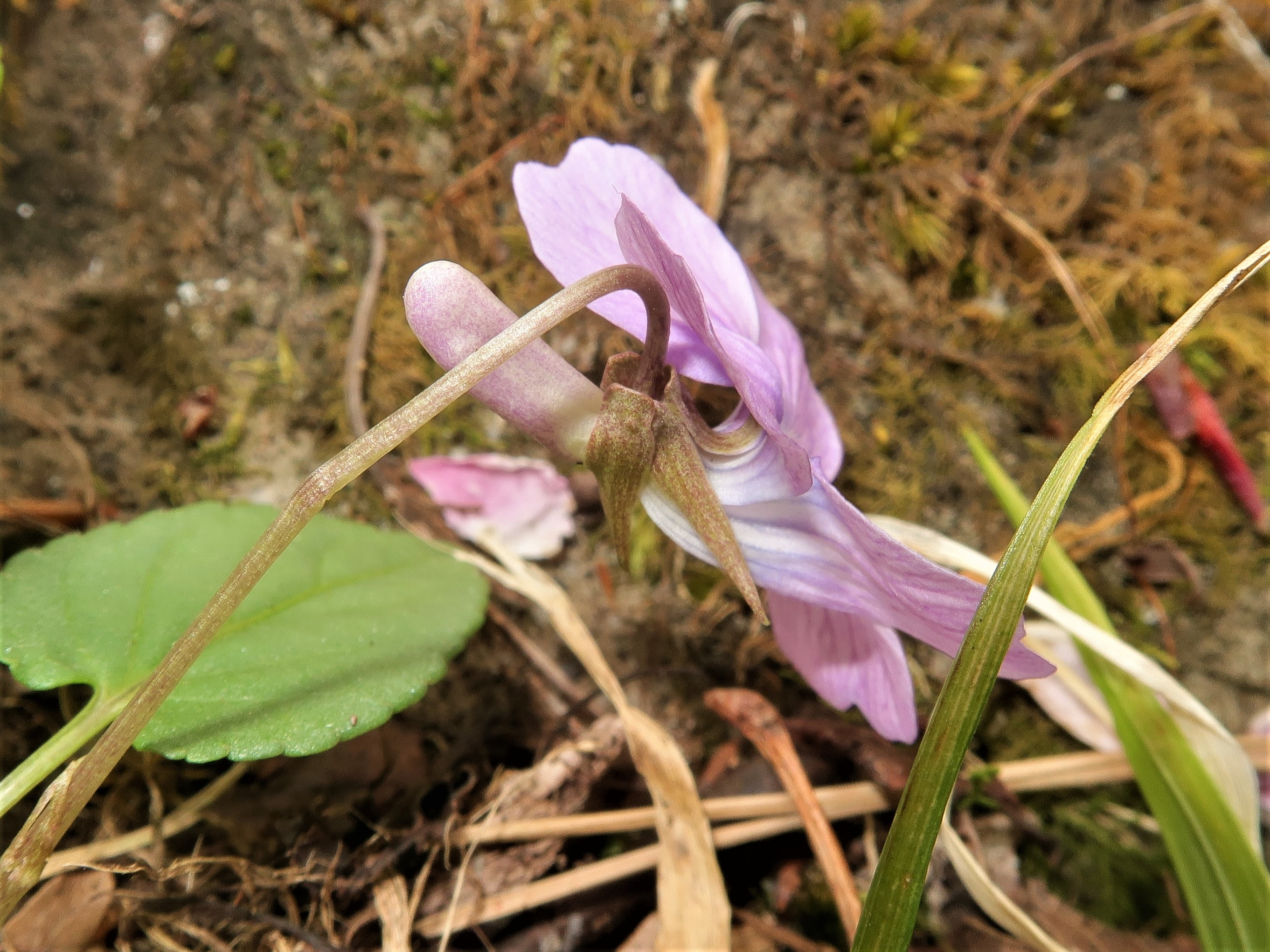
唇弁の距は細く長い円筒形となる。萼片の先はとがる。

## 下位分類
- ケナシサクラスミレViola hirtipes S.Moore f. glabra E.Hama[6]
- ワタゲスミレ Viola hirtipes S.Moore f. grisea (Nakai) Hiyama[7]
- シロバナサクラスミレ Viola hirtipes S.Moore f. lactiflora T.Hashim., nom. nud.[8] - 白花品種[2]。
- ケントクスミレ Viola hirtipes S.Moore f. nudipes Hiyama[9]
- チシオスミレ Viola hirtipes S.Moore f. rhodovenia (Nakai) Hiyama ex F.Maek.[10] - 葉脈に沿って紅紫褐色の斑紋が入る品種[2]。

## 交雑種
- アルガスミレ Viola hirtipes S.Moore × V. mandshurica W.Becker[11] - サクラスミレ×スミレ[11]。
- ヤシュウスミレ Viola hirtipes S.Moore × V. sieboldii Maxim.[12] - サクラスミレ×フモトスミレ[12]。
- オクハラスミレ Viola × okuharae F.Maek. ex T.Shimizu [13] - サクラスミレ×マキノスミレ。別名、ヤミゾスミレ[13]。